# Carausius appetens
Carausius appetens är en insektsart som först beskrevs av Brunner von Wattenwyl 1907.  Carausius appetens ingår i släktet Carausius och familjen Phasmatidae. Inga underarter finns listade.